# Paramaribo
Paramaribo este capitala statului Surinam, locată în districtul cu același nume. Populația capitalei este de aproximativ 250.000 de locuitori.

## Așezare
Paramaribo este situat pe malul râului Suriname la 15 kilometri de Oceanul Atlantic.

## Istoria
Primii colonizatori ai acestor ținuturi au fost olandezii,care în 1603 au deschis un punct comercial aici,însă în 1630 Paramaribo a fost câștigată de britanici ,iar în 1650 a devenit capitala noii colonii britanice.în următoarea perioadă până la dobândirea independenței Surinamului orașului a aparținut pe anumite perioade de timp când britanicilor când olandezilor(1667-1799 și 1815-1975 perioade de dependență față de coroana olndeză).

## Populația
În Paramaribo trăiesc 242.946 locuitori ceea ce reprezintă mai mult de jumătate din populația Surinamului.
Din punct de vedere etnic aici trăiesc:
- indieni hinduși
- populație indigenă din numeroase triburi
- africani
- olandezi
- creoli
- indonezieni(majoritatea din insula Java)

## Economia
Paramaribo exportă aur,bauxită,trestie de zahăr,orez,cacao,cafea,rom și lemn.În oraș există fabrici producătoare de ciment,vopsele și bere.

## Transporturi
În oraș există două aeroporturi ;Aeroportul Internațional Johan Adolf Pengel și aeroportul Zorg en Hoop.

## Cultura
Cultura din Paramaribo este o împletire a tuturor etniilor ce conviețuiesc aici:indigeni,indieni,caraibieni,africani,indonezieni,europeni(atât olandezi cât și britanici).
În zilele de sărbătoare se desfășoară întreceri de păsări cântătoare.Pasărea cea mai folosită poartă denumirea în latină de Oryzoborus crassirostris.
În întreagă țară nu există decât un singur cinematograf acela aflându-se aici în capitala sa.

## Patrimoniu UNESCO
În centrul orașului Paramaribo se găsește Piața Independenței sau Onafhankelijkheidsplein în care se află atât Palatul Prezidențial cât și Adunarea Națională.În imediata apropiere a pieței este și Parcul Palmierilor(Palmentium Park).
Alte locuri demne de menționat sînt:Muzeul Surinamului(Surinaams Museum),Fort Zeelandia-o veche fortăreață din timpul coloniștilor britanici(sec.XVII) și Muzeul de Numismatică.Interesante de vizitat ar fi piețele și canalele olandeze.În oraș sînt foarte multe clădiri coloniale olandeze,incluzând aici Cupchiik coliseum.
Datorită marii diversități etnice și religioase aici se găsesc un mare număr de lăcașe de cult de cele mai variate confesiuni,multe dintre acestea de mare importanță culturală,spirituală și arhitectonică:Catedrala Catolică Sfântul Petru și Pavel clădită în 1885 ,se crede a fi clădirea cea mai mare din lemn din America,Biserica reformată olandeză,2 sinagogi,2 temple hinduse și mai multe mezchite.
În oraș se găsesc mai multe hoteluri:Torarica,Ambassador, Combi Inn, De Luifel, Eco-Resort, Fanna Guesthouse, Guesthouse Amice, Hotel Savoie, Krasnapolsky, Lisa's Guesthouse, Solana Guesthouse y YMCA Guesthouse;un cazinou și unica sală de cinema din țară.

## Personalități născute aici
- Tyrone Spong (n. 1985), boxer neerlandez.

## Orașe Înfrățite
- Anvers, Belgia
- Hangzhou, Republica Populară Chineză

## Galerie

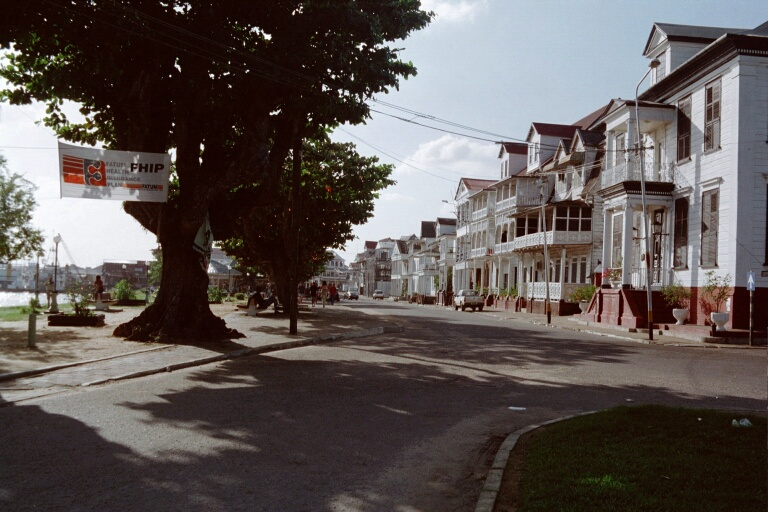
strada Waterkant,patrimoniu UNESCO
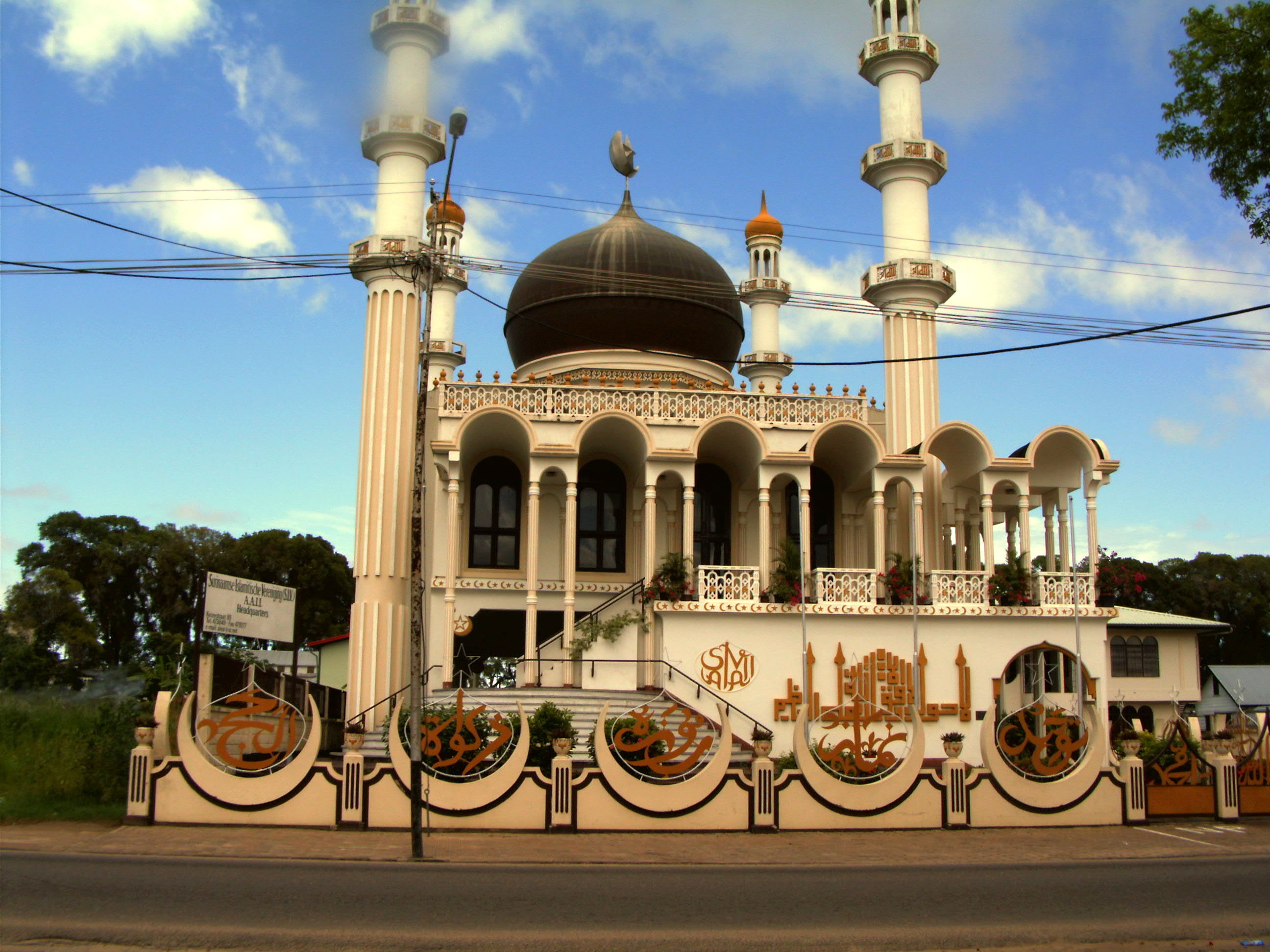
Moschee
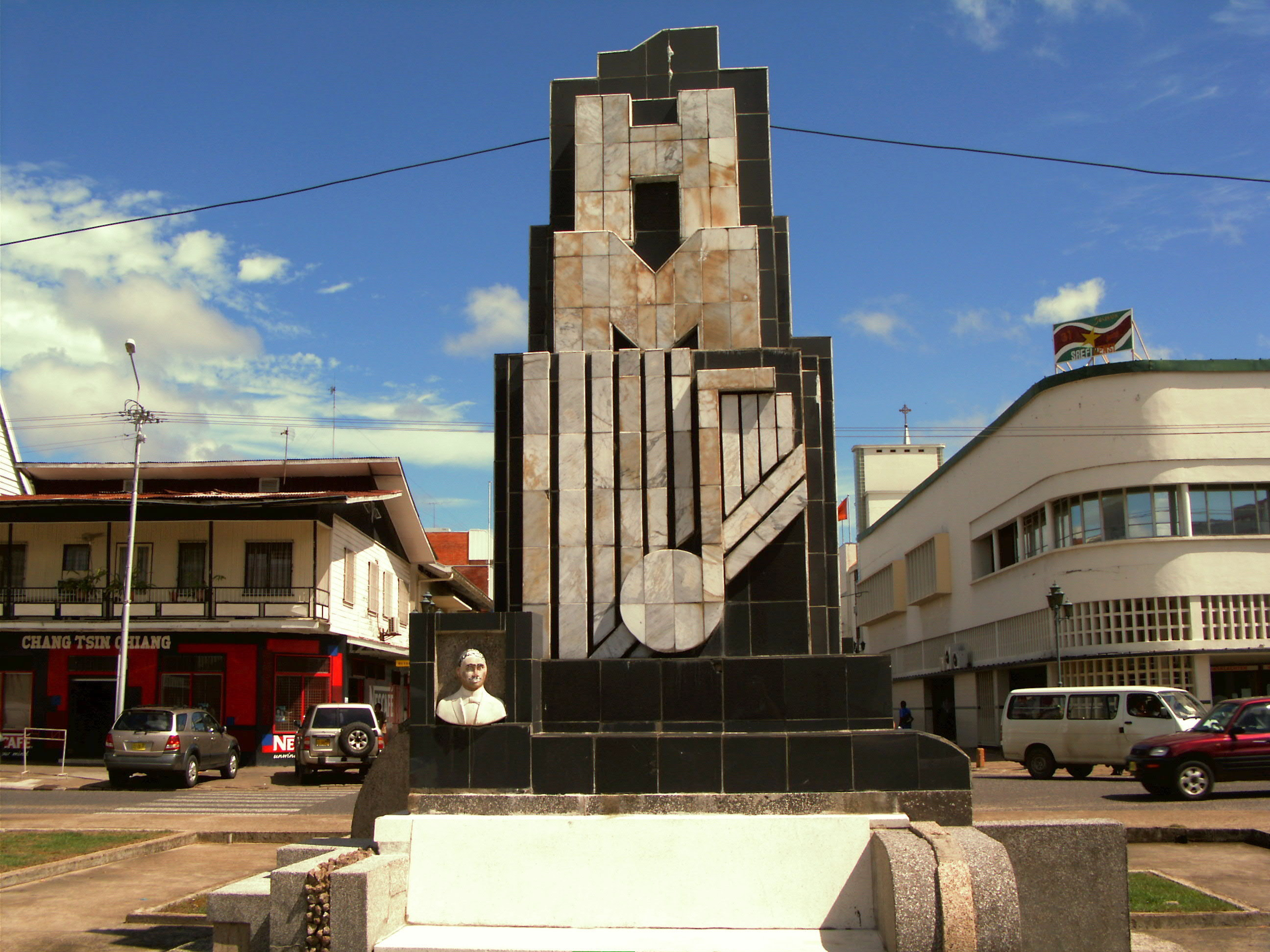
Monument dedicat lui Johannes Nicolaas Helstone
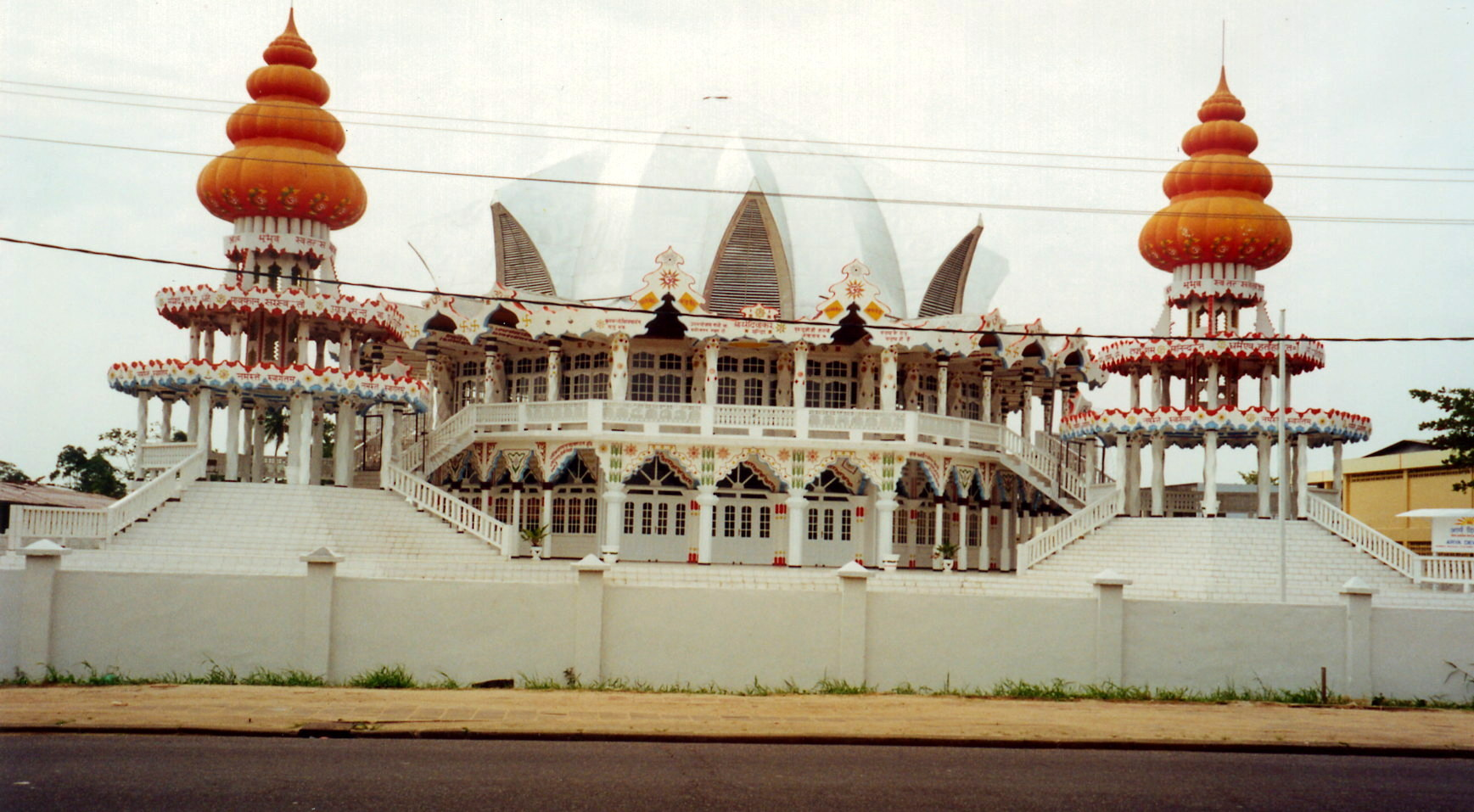
Templul Wanicastraat